# خرس سیاه اوسوری
خرس سیاه اوسوری (نام علمی: Ursus thibetanus ussuricus) نام یک زیرگونه از خرس سیاه آسیایی است. این زیرگونه با نام خرس سیاه منچوری نیز شناخته می‌شود.